# Facultat de Química (UB)
La facultat de química de la Universitat de Barcelona està situada a l'avinguda Diagonal de Barcelona, per tal de donar cabuda als ensenyaments universitaris de química, enginyeria química, i enginyeria de materials, entre d'altres.

## Història
El 1845, la Universitat de Barcelona va iniciar els seus ensenyaments superiors en Química, com a part de la secció de Ciències de la Facultat de Filosofia. El 1857 es traslladaren els estudis de química a la nova Facultat de Ciències. L'any 1973 es van crear les facultats de Matemàtiques, Física, Química, Biologia i Geologia. Fins al 1969 les dependències de la Facultat de Ciències eren a l'edifici de la plaça de la Universitat. L'edifici actual de la Facultat de Química es va inaugurar el novembre de 1969. Al llarg dels anys, l'edifici s'ha anat ampliant, com és el cas de l'Aulari de Físiques (finals dels anys vuitanta) o la recent ampliació que ha renovat significativament la facultat.

## Actualitat
Enguany s'imparteixen a la Facultat els estudis i les activitats següents:
- L'ensenyament de Química
- L'ensenyament d'Enginyeria Química
- L'ensenyament d'Enginyeria de Materials
- Assignatures de l'ensenyament de Ciència i Tecnologia dels Aliments i Enginyeria Geològica.
- Cursos dels programes de doctorat dels diferents departaments.
- Cursos de postgrau diversos.
- Programes Erasmus d'intercanvi amb universitats d'altres països d'Europa.
- Convenis de cooperació educativa per a pràctiques en empreses.

Actualment, hi ha a la Facultat 18 aules generals de capacitat variada, dos laboratoris generals de Química, 22 laboratoris per a docència d'assignatures dels departaments, cinc aules d'informàtica integrades, una sala d'estudis i la biblioteca.
La Facultat de Química és un centre de recerca de màxim nivell en els diferents aspectes de la química, l'enginyeria química, la bioquímica i la ciència de materials, reconegut internacionalment. Té convenis i acords amb universitats de tot el món, i es mantenen relacions d'intercanvi de professors i investigadors. Participa en programes actius de recerca molt variats d'abast nacional (CIRIT, IEC), estatal (CICYT, FISS), europeu (BRITE, JOULE, TEMPUS, SCIENCE, COST, etc.) i mundial (NATO, Accions Integrades, etc.). Té també contractes actius de recerca aplicada amb empreses i organismes.
A la Facultat hi ha diversos serveis de recerca: la Biblioteca-hemeroteca, especialitzada en Química; la Instal·lació Radioactiva; el Laboratori de Datació per Radiocarboni; el Laboratori d'Isòtops Lleugers Estables; el Servei de Calorimetria de Reacció; el Servei de Magnetoquímica; el Servei de Reologia; el Servei de Síntesi Peptídica, i la Unitat de Ressonància Magnètica Nuclear d'Alt Camp.
La facultat comprèn els següents departaments
- Departament de química inorgànica i orgànica
  - Secció de química inorgànica
  - Secció de química orgànica
- Departament d'enginyeria química i química analítica
  - Secció d'enginyeria química
  - Secció de química analítica
- Departament de ciència dels materials i química física
  - Secció de ciència i enginyeria dels materials
  - Secció de química física